# Monte Mentolat
Monte Mentolat är en kon i Chile.   Den ligger i regionen Región de Aisén, i den södra delen av landet, 1 300 km söder om huvudstaden Santiago de Chile. Toppen på Monte Mentolat är 1 612 meter över havet. Monte Mentolat ligger på ön Isla Magdalena.
Terrängen runt Monte Mentolat är kuperad västerut, men österut är den bergig. Monte Mentolat är den högsta punkten i trakten. Trakten runt Monte Mentolat är nära nog obefolkad, med mindre än två invånare per kvadratkilometer.. Det finns inga samhällen i närheten.
I omgivningarna runt Monte Mentolat växer i huvudsak blandskog.